# Domenico Fetti

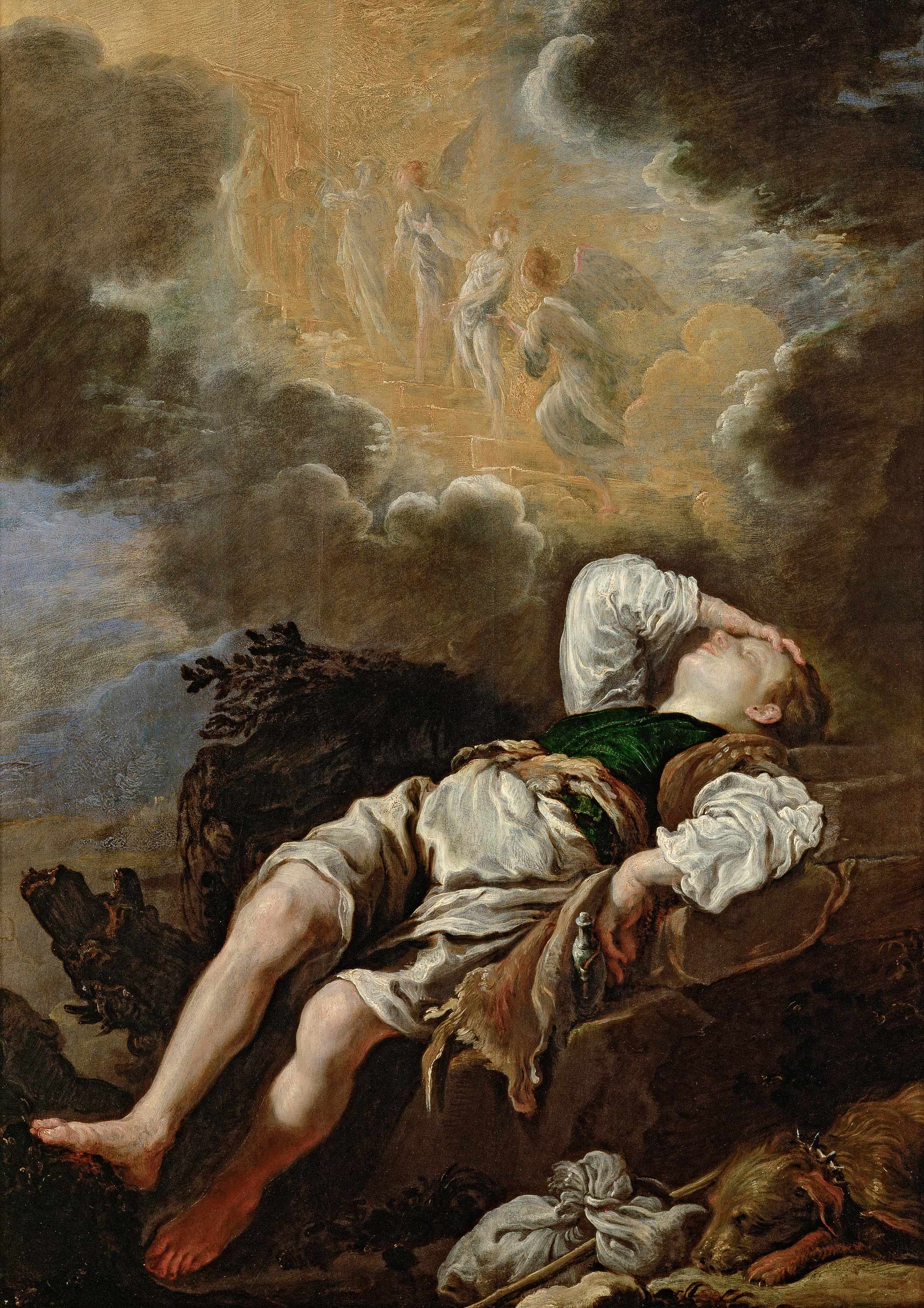
Domenico Fetti: Jakobs Traum von der Himmelsleiter, 60,5 × 44,5 cm, ca. 1619, Kunsthistorisches Museum, Wien

Domenico Fetti (auch Feti; * 1588 oder 1589 in Rom; † 16. April 1623 in Venedig) war ein italienischer Maler des Frühbarock. Da der größte Teil seiner Werke in Mantua entstand, wurde er auch Mantuano genannt.

## Leben
Sein Geburtsdatum ist nicht bekannt, jedoch folgt aus der Angabe, dass er bei seinem Tode am 16. April 1623 etwa 34 Jahre alt war (Archivio di Stato di Venezia, Necrologio n. 58, Provveditori alla Sanità n. 852), dass er etwa 1588/89 geboren sein muss. Sein Vater Pietro Fetti war auch Maler und stammte vermutlich aus Ferrara. Domenico Fetti hatte eine jüngere Schwester Giustina, die später in das Ursulinenkloster in Mantua unter dem Namen Lucrina eintrat und ebenfalls Malerin war; sein Bruder Vincenzo war Priester.
Sehr wahrscheinlich erlernte Domenico die Anfangsgründe der Malerei von seinem Vater Pietro. Später war er laut Mancini (1621) Schüler von A. Commodi und studierte nachweislich bei Ludovico Cigoli in Rom, wo er mit den neuesten Kunstströmungen seiner Zeit in Berührung kam, u. a. mit den Werken der Carracci, von Caravaggio, Barocci, Orazio Borgianni, Adam Elsheimer und auch Rubens.
Etwa 1607 malte er vermutlich für Herzog Marzio Colonna – den wichtigsten Mäzen Caravaggios – acht allegorische Szenen für den Palazzo Colonna in Zagarolo (heute im Palazzo Pallavicini Rospigliosi, Rom).

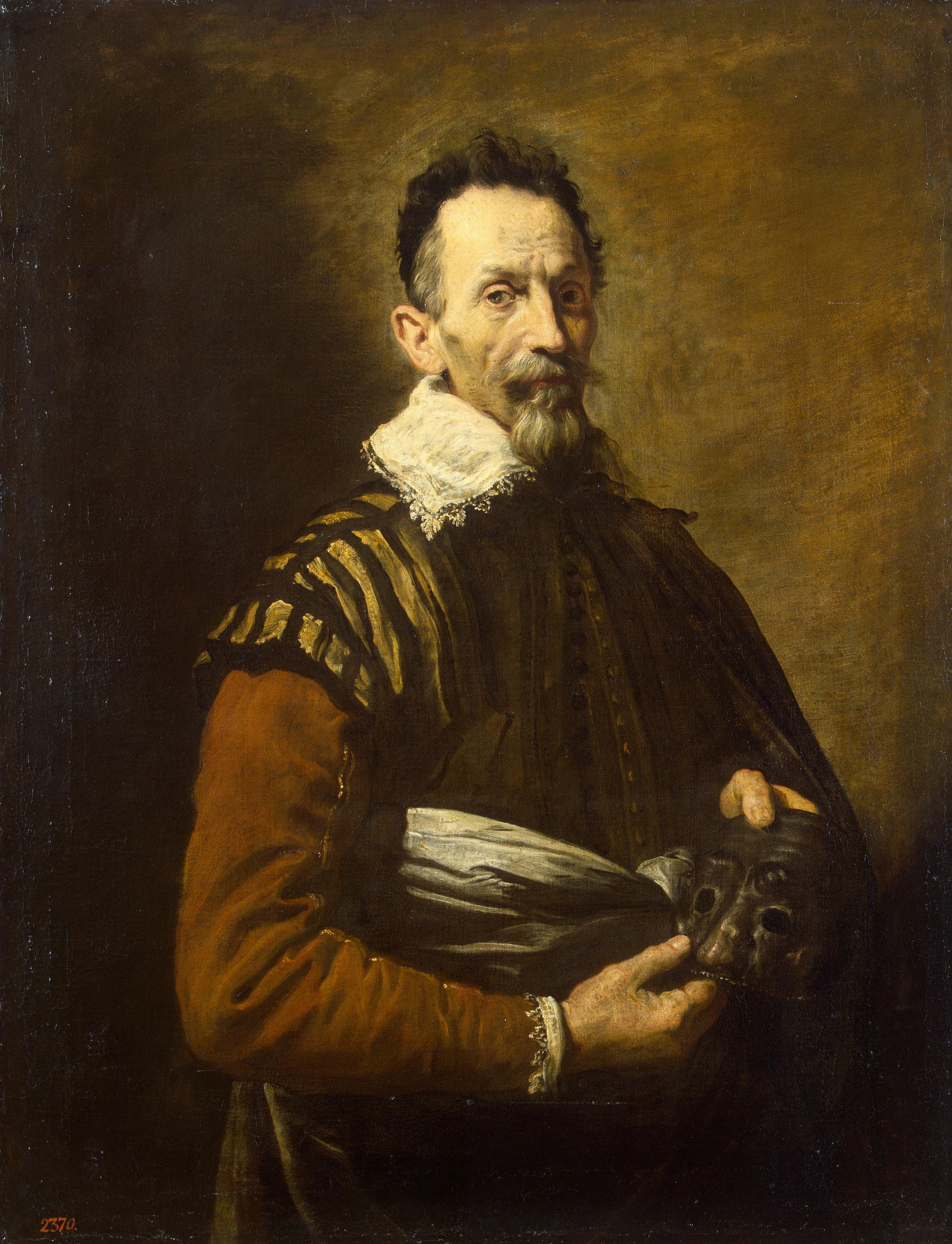
Portrait eines Schauspielers (Tristano Martinelli oder Francesco Andreini), 105,5 × 81 cm, Öl auf Leinwand, 1621–22, Eremitage, St. Petersburg

1610–11 arbeitete er für die Oratorianermönche in der Chiesa Nuova und schuf dabei auch ein Bildnis des seligen Filippo Neri für den Herzog von Bayern. Eine Darstellung des Pfingstwunders, die er 1611 für die Kapuzinerkirche in Taggia (Imperia) schuf, ist sein einziges erhaltenes Werk, das datiert ist (Dominicus Fettus Fecit Romae 1611).
Etwa um dieselbe Zeit lernte Fetti seinen wichtigsten Förderer kennen, Kardinal Ferdinando Gonzaga, der nicht lange danach Herzog von Mantua wurde. Aus einem Brief Ferdinandos vom Oktober 1613 an den Kardinal Alessandro Damasceni Peretti di Montalto geht hervor, dass Domenico Fetti zu dieser Zeit in Rom bei den Jesuiten studierte. Vermutlich im Auftrage des Kardinals Montalto schuf der Maler für die Cappella Mainardi in San Lorenzo in Damaso das Altarbild Engel in Anbetung der Madonna (heute: Walters Art Gallery, Baltimore), das er Anfang 1614 fertigstellte.
Wahrscheinlich 1614 berief Ferdinando Gonzaga Fetti als Hofmaler und Nachfolger von Rubens nach Mantua, wo er in den erstklassigen herzoglichen Sammlungen mit der venezianischen Malerei von Tizian, Tintoretto, Veronese und Bassano in Berührung kam. Dies war eine entscheidende Erfahrung für seine eigene Malerei. Er arbeitete von da an in erster Linie für den Hof der Gonzaga und erhielt Aufträge von Mantuaner Kirchen wie Santa Maria Gentile oder SS. Trinità; die dabei entstandenen Gemälde befinden sich heute zum Teil in Museen. Die monumentalen Gewölbefresken der Apsis im Dom zu Mantua galten lange als Werk von Fetti, werden aber mittlerweile nach einer Restaurierung Antonio Maria Viani zugeschrieben.

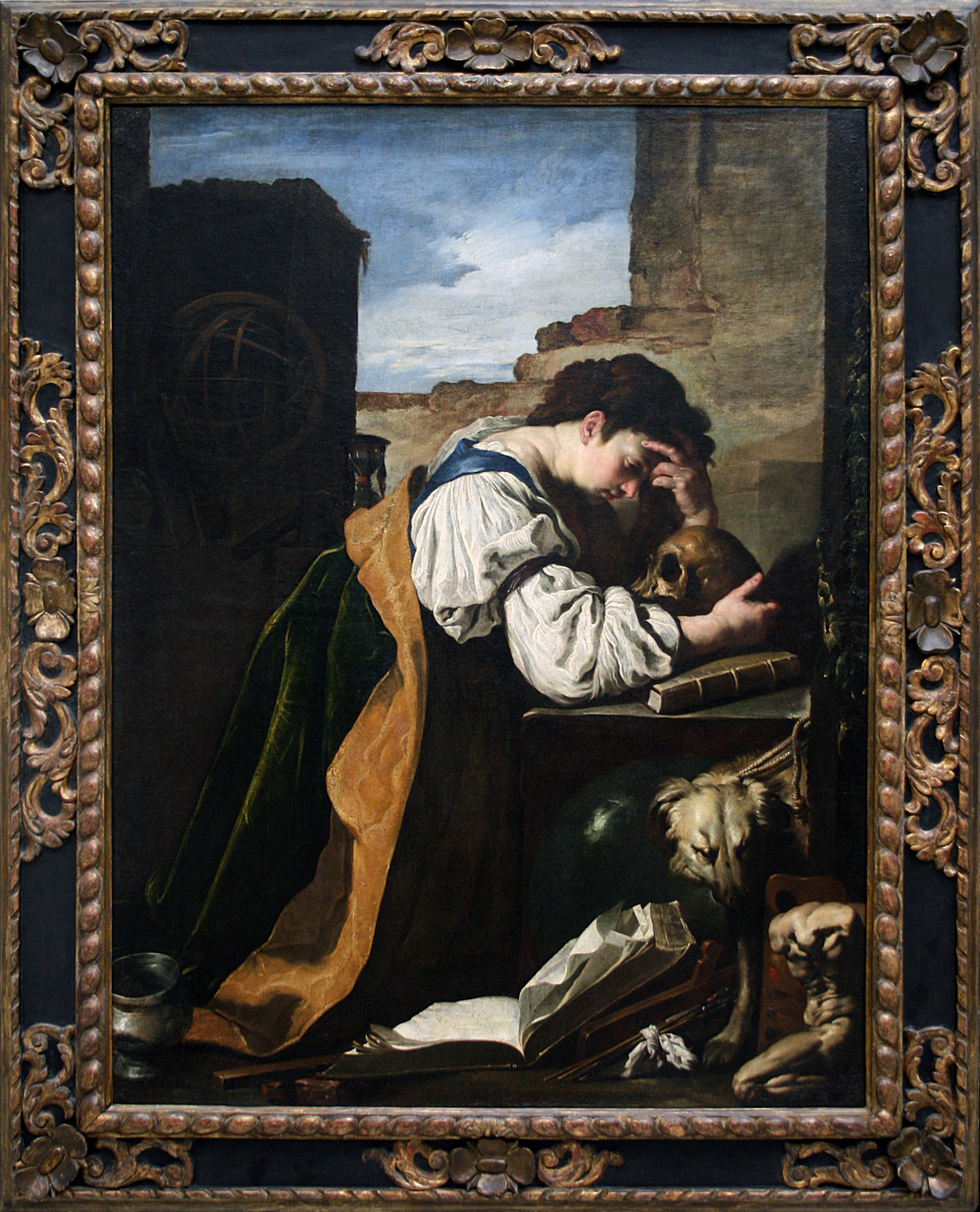
Melancholia (oder Maria Magdalena ?), 179 × 140 cm, Louvre, Paris

Fettis erfolgreiche Bilderfindungen wurden häufig von seiner Werkstatt kopiert, wie z. B. seine 1618 entstandene Melancholie (2 Versionen in der Accademia, Venedig; und im Louvre, Paris) oder der Traum des Jakob von etwa 1619 (Kunsthistorisches Museum, Wien; und Institute of Arts, Detroit), von dem zahlreiche Kopien existieren und der auch Prototyp für ähnliche Werke anderer Künstler war. Sehr erfolgreich war auch Fettis David mit dem Haupt des Goliath (u. a. in der Gemäldegalerie, Dresden).
Zu Domenicos Gehilfen zählten seine Schwester Lucrina, sein Bruder Vincenzo und sein Vater Pietro sowie der Maler Motta („Camillo“), die aus Verona stammenden Giovanni Battista Barca und Dionisio Guerri und der Franzose Michele Mattei di Borgogna.
Nachdem im August 1618 seine Schwestern Giuliana Ferdinanda (gen. Caterina) und Lucrezia Vittoria (gen. Brigida) ins Kloster Santa Chiara in Migliareto bei Mantua eingetreten waren, hinterlegte Domenico bei der Äbtissin für sie 800 Scudi für ihren Unterhalt.
Zu Fettis Freunden zählte der Florentiner Schauspieler G. B. Andreini, der ihm seine Komödie La venetiana widmete, die 1619 im Teatro San Cassiano in Venedig aufgeführt wurde.
Fetti war auch ein bedeutender Porträtist, allein sein Bildnis des Schauspielers Francesco Andreini (Eremitage, St. Petersburg) zählt zu den berühmtesten und wichtigsten Werken der italienischen Porträtkunst des 17. Jahrhunderts. Für die Ahnengalerie im Palazzo Ducale in Mantua schuf er unter anderem 23 Bildnisse, von denen nur noch die Porträts von Francesco II. Gonzaga, vierter Marquis von Mantua (?), und von Federico II. Gonzaga, erster Herzog von Mantua (?), erhalten sind (in Schloss Veltrusy, Tschechien, und Kunsthistorisches Museum, Wien).

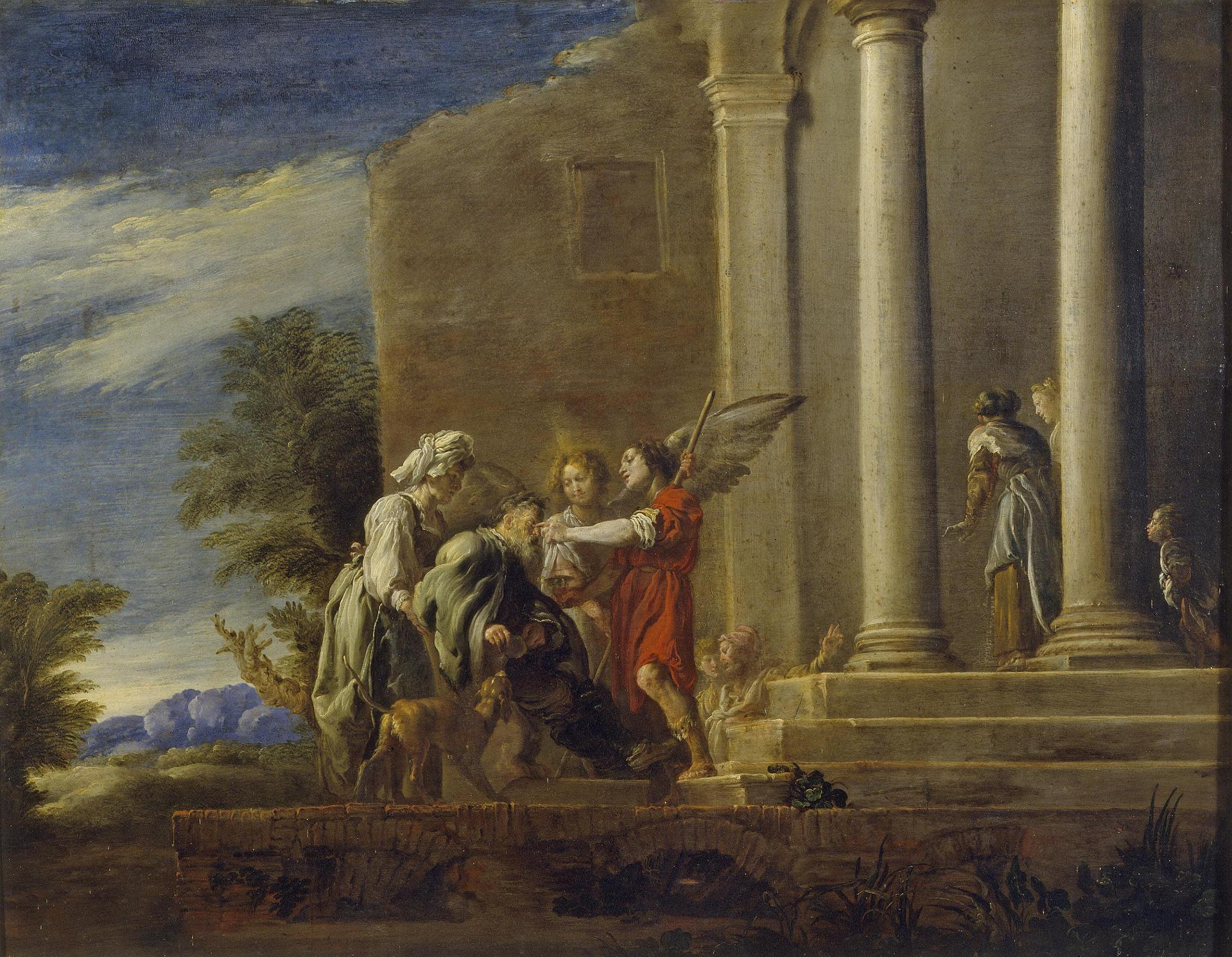
Tobias heilt seinen Vater, 66,7 × 85 cm, 1623, Eremitage, St. Petersburg

Besonders berühmt ist seine zwischen 1618 und 1621 geschaffene Serie von 13 kleinformatigen Gleichnissen oder Parabeln aus dem Evangelium, die ursprünglich für das Studiolo der Isabella d’Este gedacht waren, aber schon bald ihren Platz im Appartement von Herzog Ferdinando (dem sogenannten „Paradies“) an der Corte Vecchia des Palazzo Ducale fanden. Sie befinden sich heute in diversen Museen.
In Anerkennung für seine Leistungen schenkte ihm Herzog Ferdinando am 30. November 1620 ein Haus in der Contrada dell’Aquila, beim sogenannten Zuckerturm (Torre dello Zucchero).
Im Sommer 1621 reiste Fetti – vermutlich nicht zum ersten Mal - nach Venedig, um im Auftrage Herzog Ferdinandos einige Gemälde zu erwerben. Schließlich übersiedelte der Maler am 28. August 1622 ziemlich plötzlich und endgültig nach Venedig. Die Gründe für diesen Bruch sind nicht hundertprozentig geklärt, auch wenn er sich am 10. September desselben Jahres in einem Brief an Ferdinando Gonzaga zu rechtfertigen suchte. Dieser versuchte über Mittelsmänner seinen Hofmaler zur Rückkehr nach Mantua zu bewegen.
In der Lagunenstadt war Domenico Fetti ein Protégé des Senators Giorgio Contarini dagli Scrigni, der auch Carlo Saraceni förderte. Es war auch ein großer offizieller Auftrag für den Senat im Gespräch.
Bereits nach wenigen Monaten verschlechterte sich Domenicos Gesundheit jedoch dramatisch, und er verstarb am 16. April 1623, am Ostertag, in seiner Wohnung in der Gemeinde von San Simeone Grande in Venedig. In Mantua wurden Totenmessen für ihn zelebriert, und die dabei von G. A. Martinelli gehaltene Rede wurde noch im selben Jahr veröffentlicht. Das Grab Domenico Fettis ist nicht bekannt.

## Werk/Würdigung
Der allzu früh verstorbene Domenico Fetti war einer der bedeutendsten Maler seiner Zeit und einer der „Begründer des oberitalienischen Barock“. In seinem Frühwerk ist er noch von seinem Lehrer Cigoli und den römischen Caravaggisten sowie von Annibale Carracci beeinflusst. Er folgte einem naturalistischen Ideal. Schon in Rom lernte er über Werke von Rubens und Barocci eine lockere Malweise, bei der das Kolorit im Vordergrund stand, im Sinne der venezianischen Malerei mit ihrem meisterhaften Umgang mit Farbe und Licht.

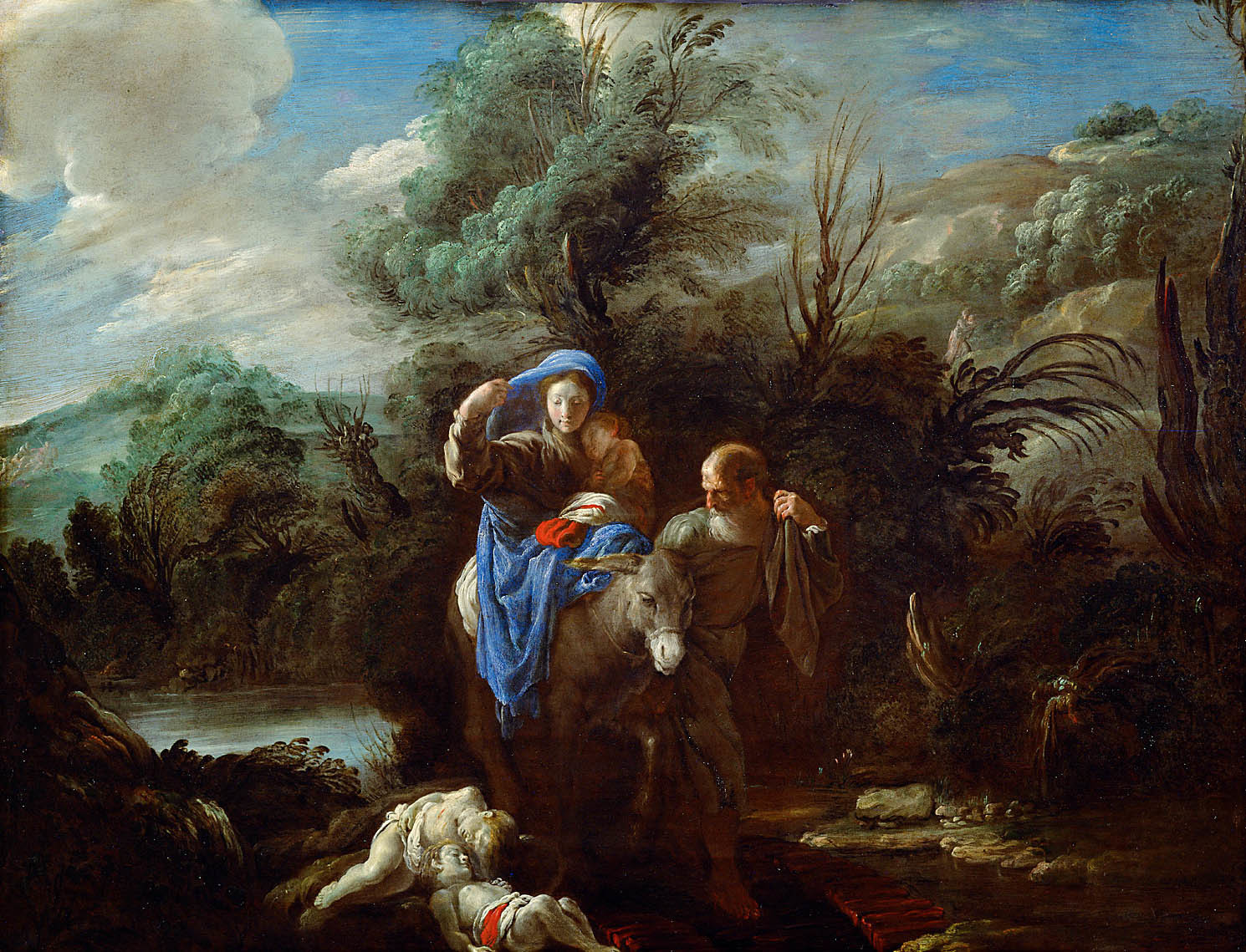
Flucht nach Ägypten, 63 × 80,5 cm, Öl auf Pappelholz, 1622–23, Kunsthistorisches Museum, Wien

In diesem Sinne gerät er spätestens ab seinem Aufenthalt in Mantua durch die herzoglichen Sammlungen endgültig unter den Einfluss von Tizian, Tintoretto und Veronese und kreiert auf diesen Fundamenten einen sehr persönlichen, eigenständigen barocken Stil mit duftiger, oft weicher Pinselführung, reizvollen Licht- und Schattenspielen und ansprechenden Szenerien, von denen manche schon zu seiner Zeit großen Erfolg hatten. Als typisch gilt auch eine Tendenz zu melancholischen und elegischen Stimmungen.
Von besonderem Reiz sind seine kleinformatigen Bilder, die offenbar durch Adam Elsheimer beeinflusst sind. Seine Parabeln hatten einen gewissen Einfluss auf die barocke Landschaftsmalerei.
Trotz seines nur sehr kurzen Aufenthaltes in Venedig schuf er dort nicht nur einige seiner größten Meisterwerke, sondern hatte auch zusammen mit Johann Liss und Bernardo Strozzi einen nicht unerheblichen Einfluss auf die venezianische Malerei. Besonders profitierten von seinem Vorbild die Maler des Spätbarock und Rokoko wie Sebastiano Ricci und Gian Battista Piazzetta, aber auch der Bologneser Giuseppe Maria Crespi.
Einige von Domenico Fettis Bildern wurden vermutlich von seiner Schwester Lucrina Fetti nach seinen Entwürfen ausgeführt, dies gilt namentlich für die zwei Parabeln Der verlorene Sohn (National Gallery of Art, Washington) und Lazarus und der reiche Epulone (in Auktion bei Finarte, Mailand, 16.–25. März 1968, Nr. 13).

## Galerie

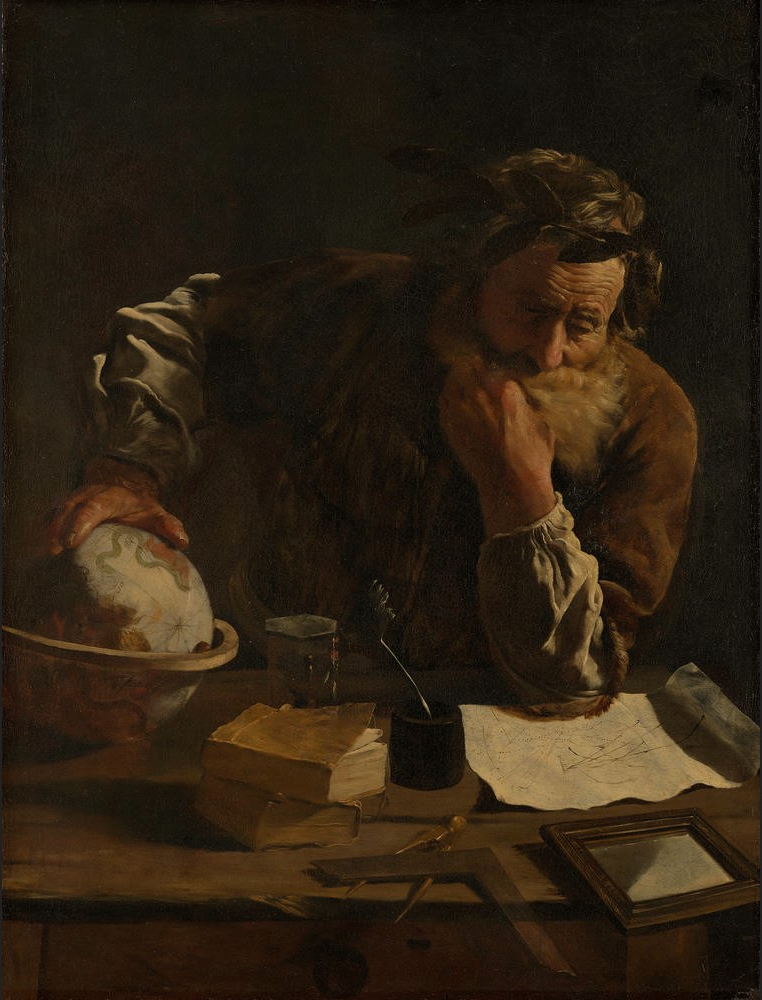
Philosoph (Archimedes ?), 98 × 73,5 cm, Öl auf Leinwand, Gemäldegalerie Alte Meister, Dresden
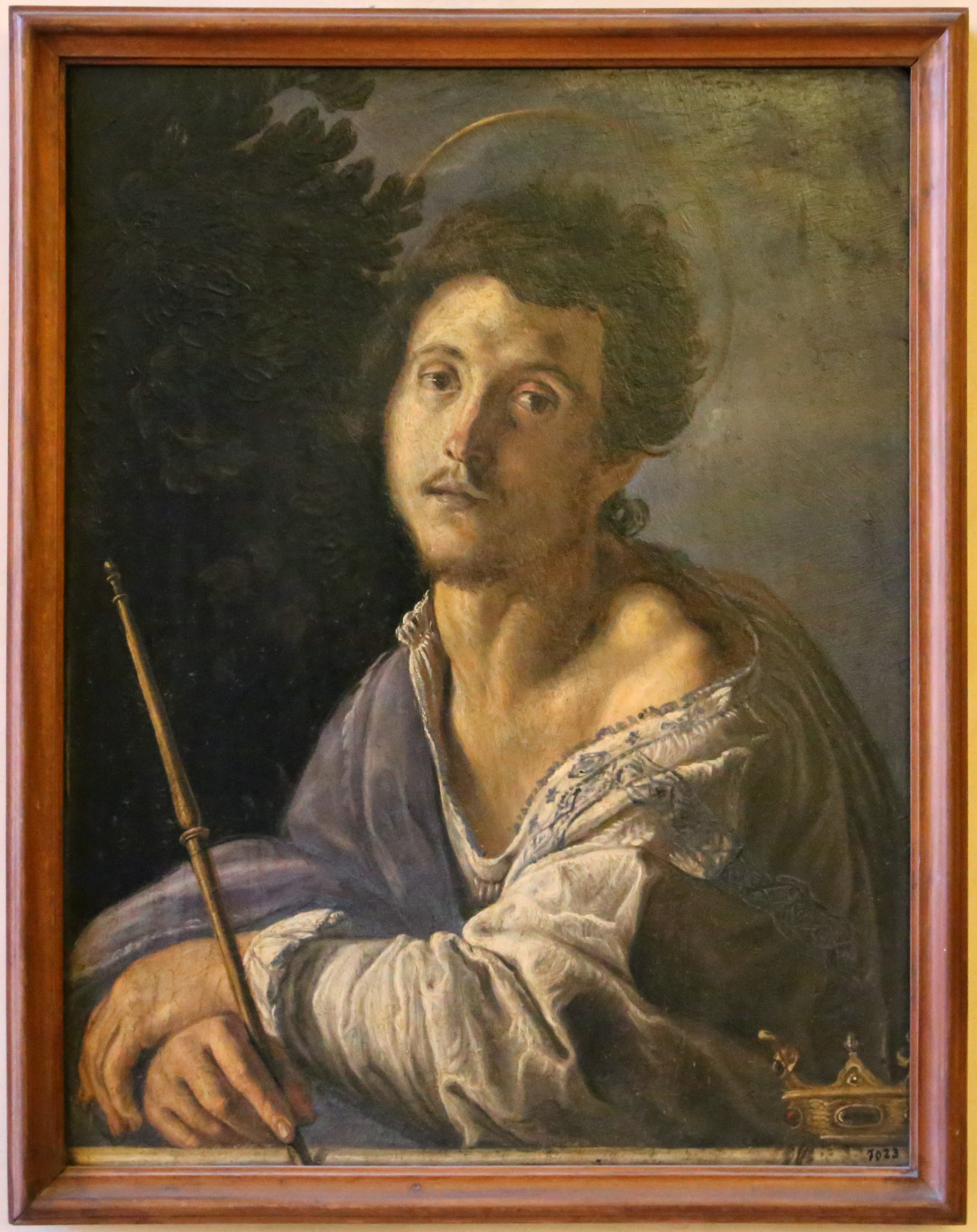
Hl. Ludwig von Toulose, 1613, Palazzo Ducale, Mantua
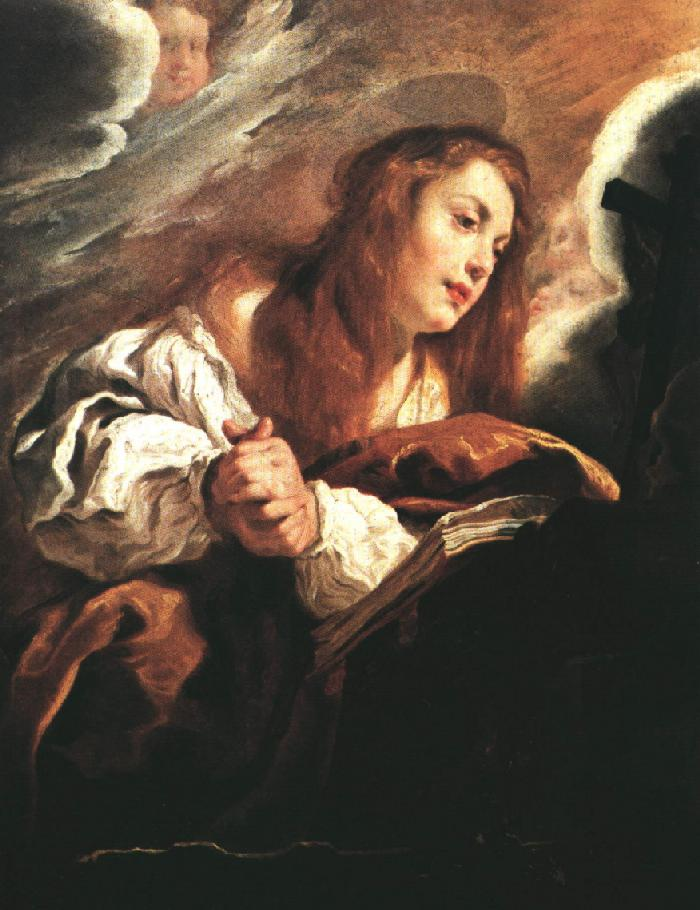
Büßende Maria Magdalena, 99 × 77 cm, Öl auf Leinwand, 1615, Museum of Fine Arts, Boston
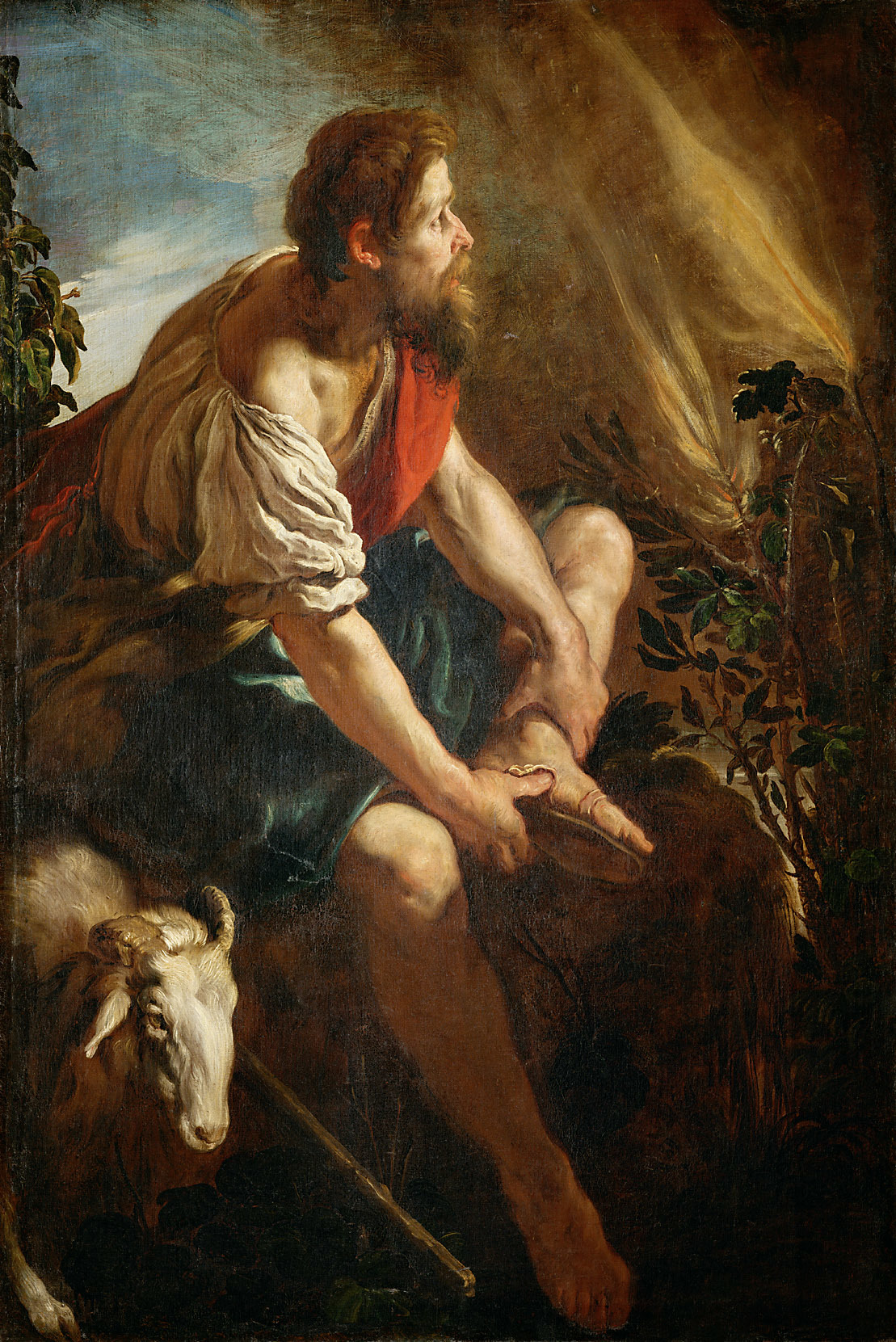
Moses und der brennende Dornbusch, 168 × 112 cm, Öl auf Leinwand, 1613–17, KHM, Wien
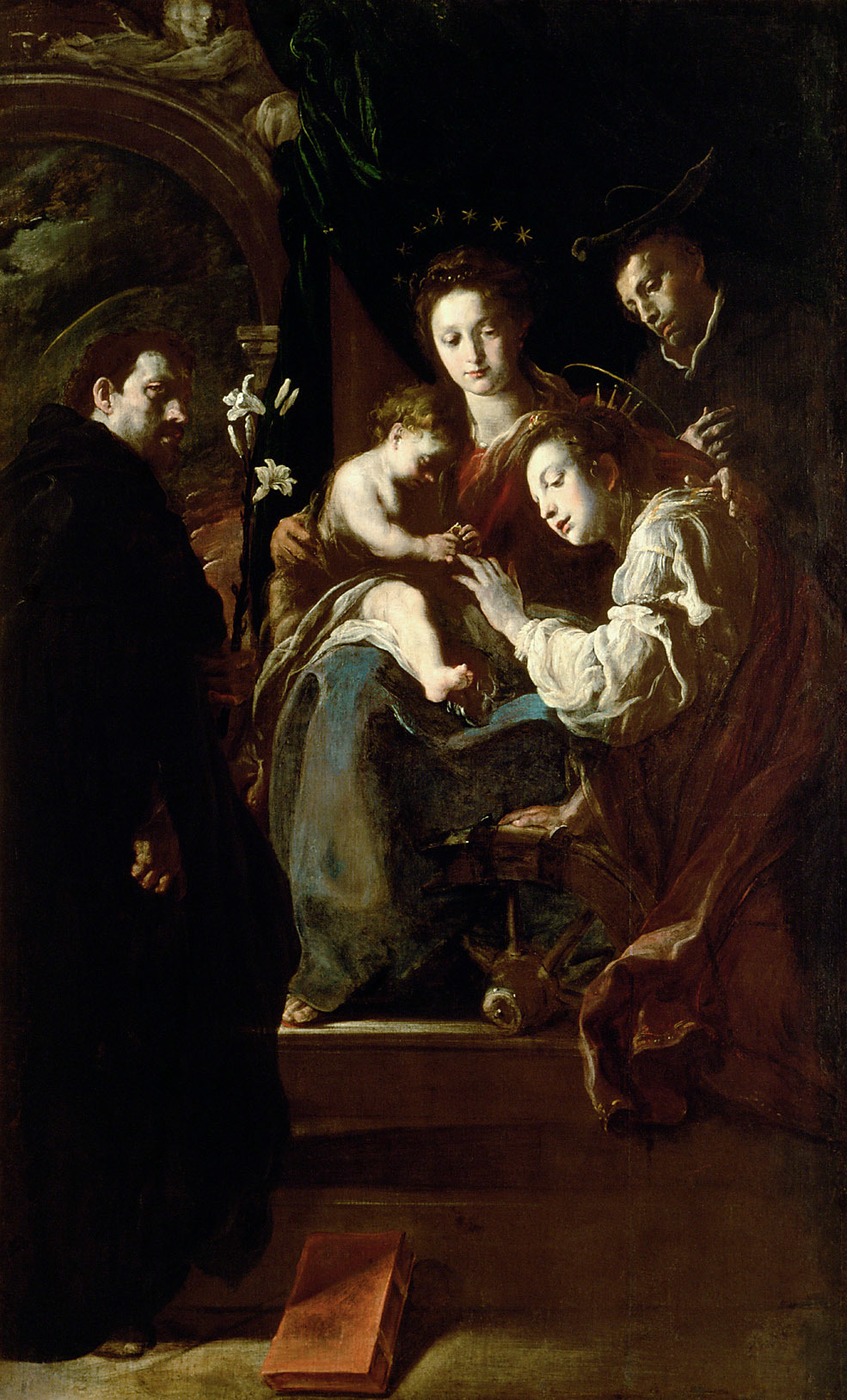
Mystische Hochzeit der Hl. Katharina mit den Hl. Dominikus und Petrus, 229,5 × 140,5 cm, Öl auf Leinwand, 1618–1620, KHM, Wien
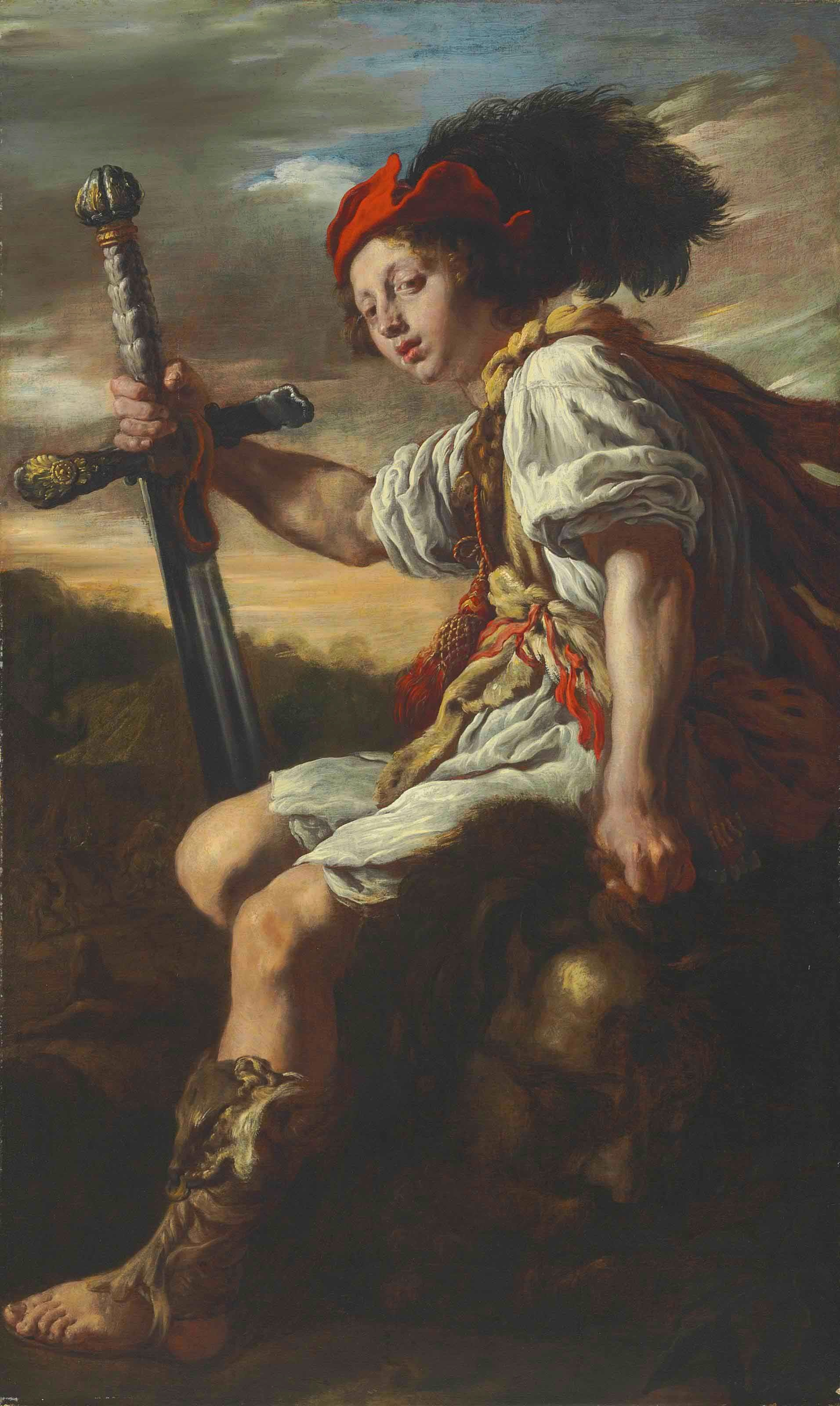
David mit dem Haupt des Goliath, 160,7 × 99,1 cm, Öl auf Leinwand, 1620er Jahre, Schwedisches Nationalmuseum, Stockholm
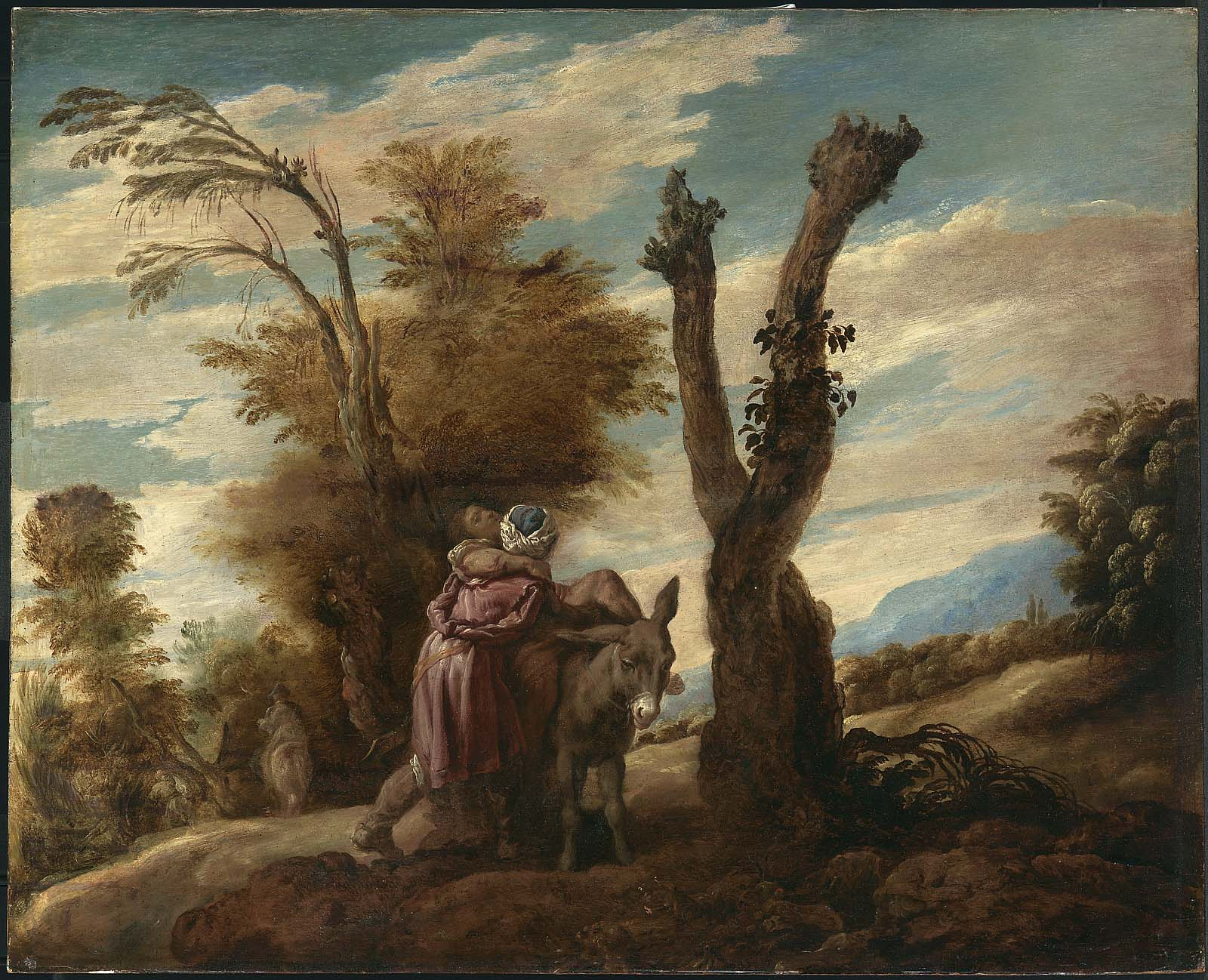
Der barmherzige Samariter, 67,3 × 83,5 cm, um 1622, Museum of Fine Arts, Boston
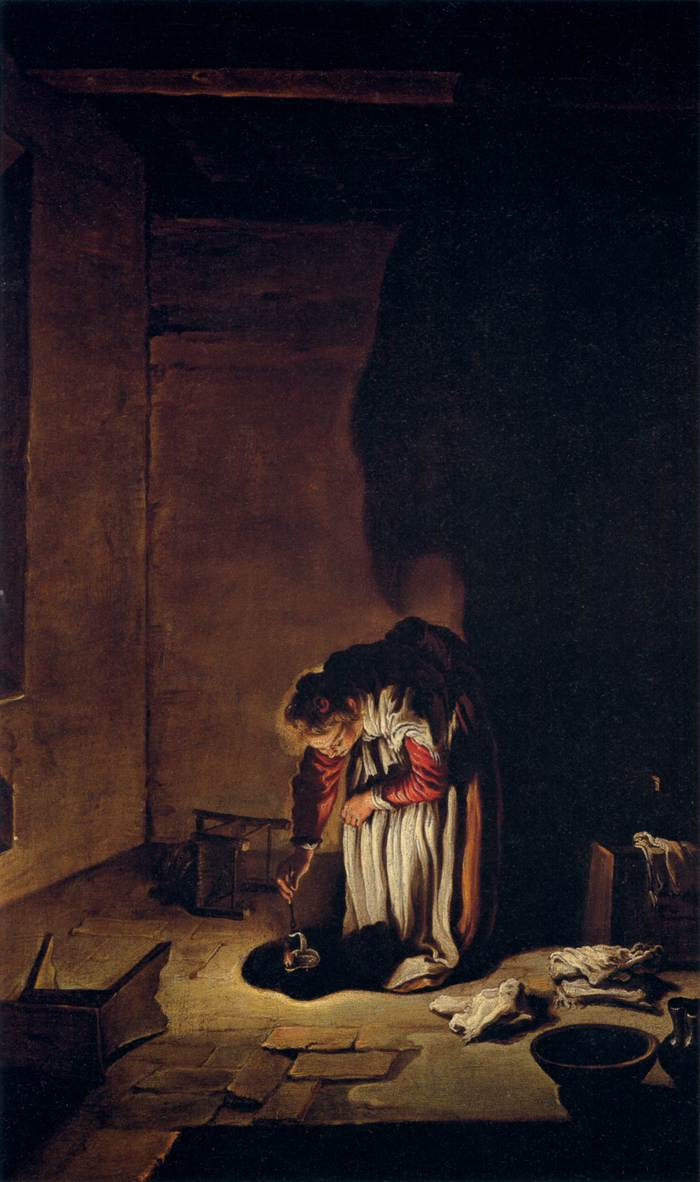
Parabel der verlorenen Münze, 55 × 44 cm, Öl auf Holz, 1618–22, Gemäldegalerie Alte Meister, Dresden
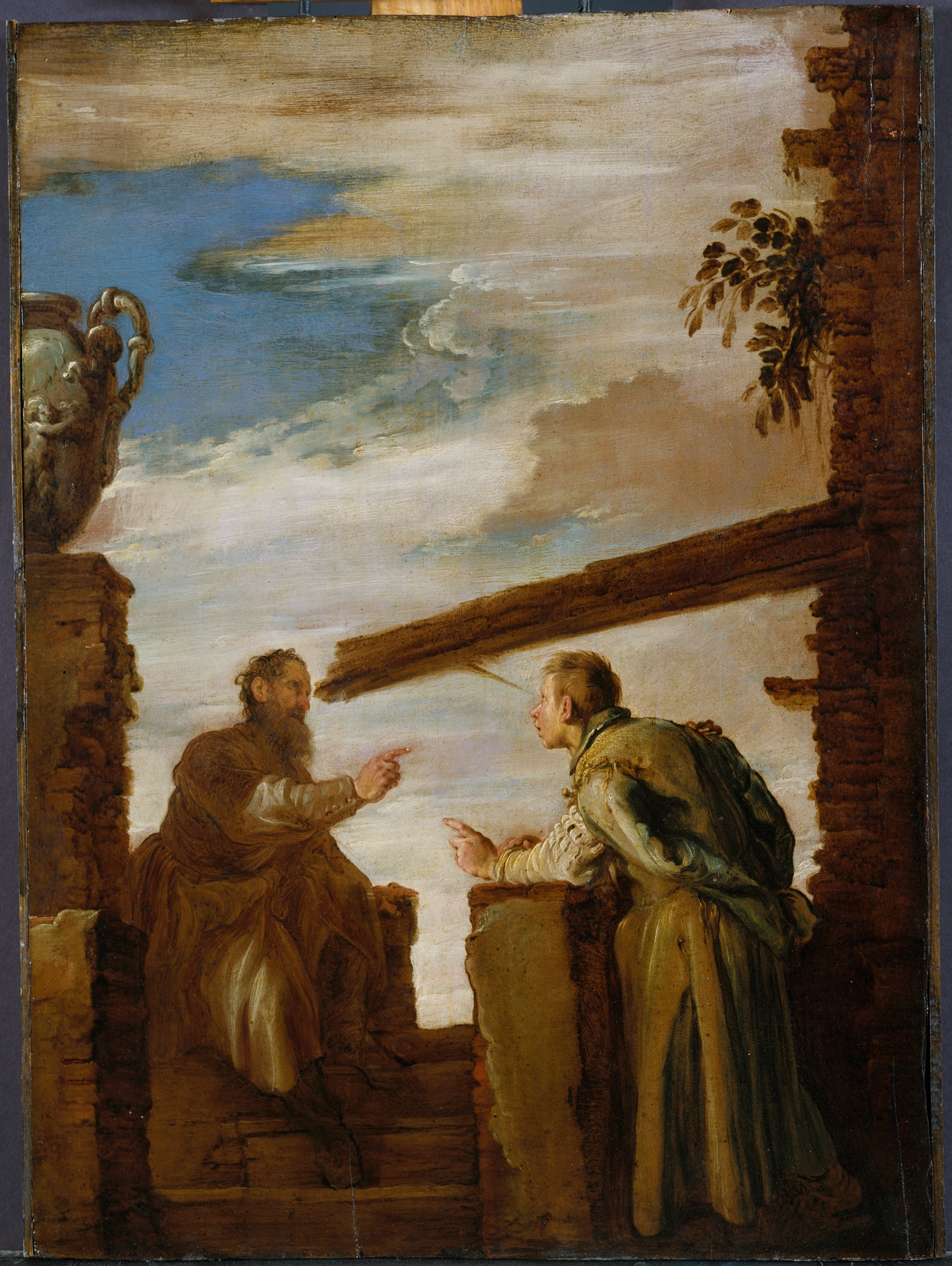
Gleichnis vom Splitter und vom Balken, 61,3 × 44,1 cm, Öl auf Holz, ca. 1619, Metropolitan Museum of Art, New York
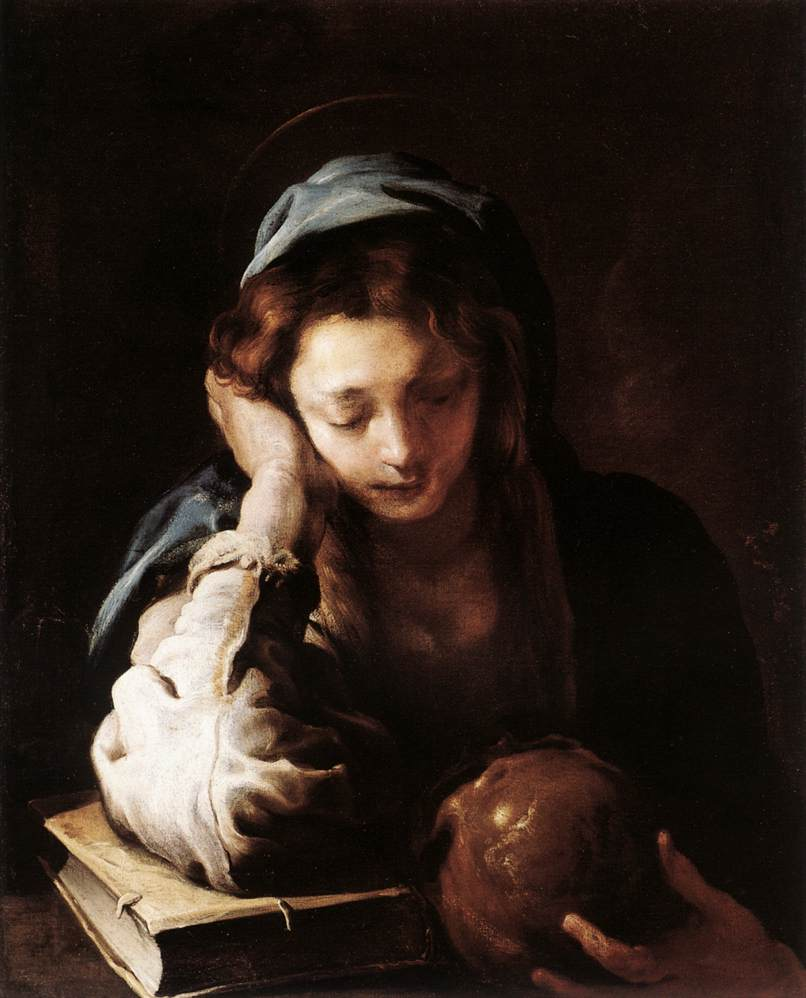
Büßende Maria Magdalena, 98 × 78,5 cm, 1617–1621, Galleria Doria Pamphilj, Rom

## Werke
- Santa Maria Egiziaca und San Girolamo, Royal Collection, Hampton Court, 1611 (?)
- Weinender Petrus, Kunsthistorisches Museum, Wien, ca. 1613
- Selbstmord der Kleopatra, Sammlung Fabrizio Lemme, Rom, um 1613
- David mit dem Haupt des Goliath, Akademie der Bildenden Künste, Nürnberg, um 1613
- Ino (oder Leucotea), Schloss Veltrusy, Tschechien, um 1613
- Ecce Homo, Uffizien, Florenz, um 1613
- Der hl. Franziskus getröstet von einem musizierenden Engel, Gemäldegalerie Alte Meister, Dresden, 1614
- Due angeli contriti (urspr. für Santa Maria Gentile, Mantua), Galleria Estense, Modena, 1614–15;
- Vision des Hl. Martin, Kirche San Quirino, Correggio, 1614–16
- Fresken im Dom zu Mantua (?)
- Präsentation der Jungfrau Maria im Tempel, (urspr. für die Kirche SS. Trinità) Palazzo Ducale, Mantua, 1615–1616
- Madonna mit Kind und den Hl. Anselm und Karl Borromäus (urspr. für den Palazzo della Ragione, Mantua) Amministrazione Istituti Gonzaga, Mantua
- Segnender Christus und elf Apostel, Palazzo Ducale, Mantua, 1616–1618
- Vier Szenen der Passion Christi, Galleria Corsini, Florenz, 1617–18 (z. T. von der Werkstatt)
- Melancholie, 2 Versionen: Accademia, Venedig; und Louvre, Paris, ca. 1618
- David mit dem Haupt des Goliath, Accademia, Venedig, 1617–19 (zahlreiche Repliken und Kopien)
- Traum des Jakob, 2 Versionen: Kunsthistorisches Museum, Wien; und Institute of Arts, Detroit, um 1619
- Vision des Hl. Petrus von den unreinen Tieren, Kunsthistorisches Museum, Wien, um 1619 (nur teilweise erhalten)
- Mystische Hochzeit der hl. Katharina mit den Hl. Dominikus und Petrus Martyr, Kunsthistorisches Museum, Wien, 1618–20
- Speisung der Fünftausend (auch: Wunderbare Vermehrung von Brot und Fisch; für das Refektorium des Konventes Santa Orsola), Palazzo Ducale, Mantua, 1618–1620
- Büßende Maria Maddalena, Galleria Doria Pamphilj, Rom, 1618–1620
- Porträt des Vincenzo Avogadro, Buckingham Palace, London, 1620
- Portrait eines Mannes mit Notenblatt, Getty Center, Los Angeles, um 1620
- Portrait eines Schauspielers (Tristano Martinelli oder Francesco Andreini), 1621–22, Eremitage, St. Petersburg
- Bildnis einer 52jährigen Frau, Privatsammlung
- 13 Parabeln oder Gleichnisse aus dem Evangelium, (verschiedene Museen), ca. 1618–21, Öl auf Holz, darunter:
  - Gleichnis von den Arbeitern im Weinberg, Gemäldegalerie Alte Meister, Dresden
  - Gleichnis von der verlorenen Münze, Gemäldegalerie Alte Meister, Dresden
  - Der verlorene Sohn, Kunsthistorisches Museum, Wien
  - Gleichnis von der köstlichen Perle, Musée des Beaux-Arts de Caen
  - Der barmherzige Samariter, Museum of Fine Arts, Boston
  - Lazarus und der reiche Epulone, National Gallery of Art, Washington
  - Gleichnis vom Splitter und vom Balken, Metropolitan Museum of Art, New York
- Bacchus und Ariadne auf Naxos, Privatsammlung, ca. 1618–21
- Perseus und Andromeda, Hero und Leander, Galatea und Polyphem, Kunsthistorisches Museum, Wien, 1621–22
- Tobias und der Engel, Gemäldegalerie Alte Meister, Dresden, 1621–22
- Tobias heilt seinen blinden Vater, Eremitage, St. Petersburg, 1621–22
- Martyrium der Hl. Agnes, Gemäldegalerie Alte Meister, Dresden, 1622–23
- Martyrium der Hl. Fermo und Rustico, Wadsworth Atheneum, Hartford, Connecticut, 1622–23
- Salvator mundi, Privatsammlung, New York, 1622–23
- Flucht nach Ägypten, Kunsthistorisches Museum, Wien, 1622–23
- San Simeone, Sammlung Robert & Bertina Suida Manning, New York, 1623